# Frank Wedekind

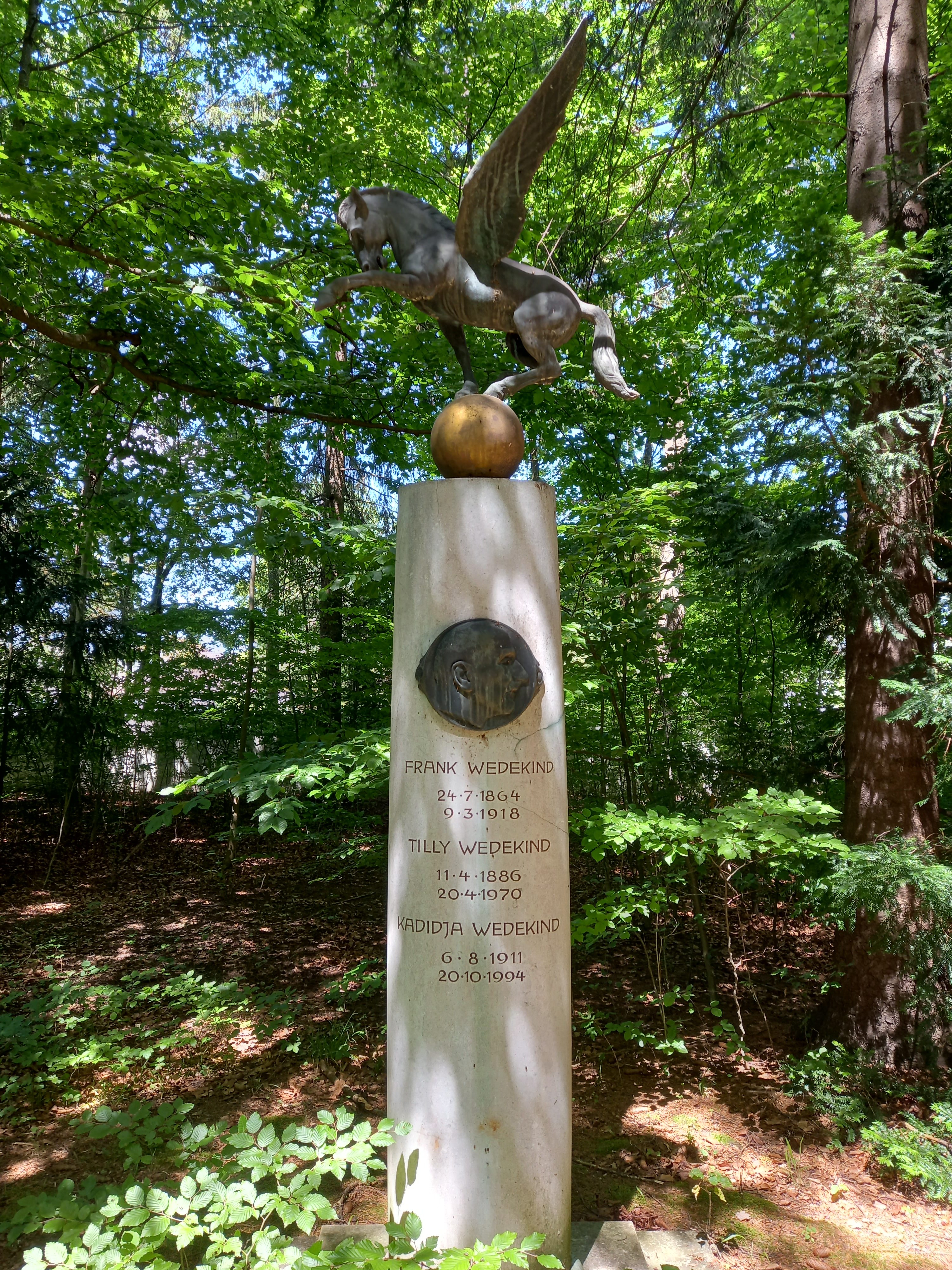
Grób na Cmentarzu Leśnym w Monachium

Frank Wedekind, właśc. Benjamin Franklin Wedekind (ur. 24 lipca 1864 w Hanowerze, zm. 9 marca 1918 w Monachium) – niemiecki pisarz i aktor.
Syn lekarza posiadającego amerykańskie obywatelstwo, Fryderyka Wilhelma Wedekinda, oraz Emilii, która w młodości występowała w teatrze jako aktorka. Ze względu na polityczne przekonania ojca, zagorzałego przeciwnika nowo powstałego cesarstwa niemieckiego, w 1871 r. rodzina Wedekindów przenosi się do Lenzburga w Szwajcarii. Mimo pewnych trudności z nauką szkolną, w 1884 r. Wedekind zdaje maturę i jednocześnie rozpoczyna publikację swoich pierwszych utworów. Podejmuje studia z zakresu germanistyki i romanistyki na uniwersytecie w Lozannie, lecz już po pierwszym semestrze na życzenie ojca przenosi się na wydział prawa uniwersytetu monachijskiego w Monachium. Jednocześnie na dobre rozpoczyna aktywną działalność literacką, która, jednak nie daje się pogodzić ze studiami. W 1886 r. dochodzi więc na tym tle do poważnego konfliktu między ojcem i synem, po czym Frank Wedekind uniezależnia się finansowo od rodziców poprzez podjęcie swojej pierwszej pracy w charakterze szefa działu reklamy i jednocześnie szefa biura prasowego znanej niemieckiej firmy spożywczej, Maggi.
W 1888 r. umiera ojciec Wedekinda, a on sam już niebawem przenosi się na stałe do Monachium. Tu w 1891 r. ostateczny kształt uzyskuje jego pierwszy dramat, Frühlings Erwachen. Eine Kindertragödie (Przebudzenie się wiosny. Tragedia dziecięca). W 1895 r. Wedekind zaczyna podróżować, na początek udając się do Paryża, Londynu, Zurychu i Berlina. W tym samym roku, w Monachium ukazuje się drukiem jego kolejny utwór sceniczny, zatytułowany Der Erdgeist. Tragödie in vier Aufzügen (Duch podziemi. Tragedia w czterech aktach). W 1896 r. Frank Wedekind zakłada szeroko znane w całym niemieckim obszarze językowym, a także poza jego granicami, satyryczne pismo literackie Simplicissimus, w którym m.in. pod rozmaitymi pseudonimami publikuje swoje własne utwory.
W tym samym, 1896 r. Wedekind spotyka Fridę Strindberg-Uhl, drugą żonę Augusta Strindberga, słynną dziennikarkę i publicystkę, kobietę pod każdym względem niezależną i w owych czasach powszechnie znaną jako głośna skandalistka, która niedawno opuściła swego męża. Zawiązuje się między nimi krótkotrwały romans, którego owocem jest pierworodny syn Franka Wedekinda, Fryderyk Strindberg-Wedekind.
W 1898 r. twórca przenosi się na pewien czas do Szwajcarii, gdyż po opublikowaniu przez niego w Simplicissimusie poematu satyrycznego Im heiligen Land (W ziemi świętej), w którym prześmiewczo przedstawił wizytę cesarza Wilhelma II w Palestynie, jest pilnie poszukiwany przez bawarską policję. W tym samym roku na deskach teatru w Lipsku odbywa się prapremiera utworu Der Erdgeist. Rok później Wedekind wraca do Monachium, gdzie zostaje aresztowany i skazany na sześć miesięcy ciężkiego aresztu w twierdzy Königstein.
W 1901 r. zostaje ojcem kolejnego syna, Franka Zellnera-Wedekinda, którego matką jest służąca artysty, Hildegarda Zellner. W latach 1902–1908 jego głównym źródłem utrzymania jest działalność kabaretowa oraz aktorska, ta druga polegająca głównie na występowaniu w napisanych przez siebie sztukach. W 1904 r. dochodzi do prapremiery kolejnego utworu scenicznego Wedekinda, zatytułowanego Die Büchse der Pandora (Puszka Pandory). Jednocześnie pod zarzutem obrazy moralności następuje sądowne zajęcie książkowego wydania tego dramatu, który ukazał się w wydawnictwie Bruno Cassirera. Dopiero w 1934 r. utwór ten będzie mógł ujrzeć wreszcie światło dzienne, pod tytułem zmienionym na Lulu.
W 1906 r., zarówno Bruno Cassirer, jak i Frank Wedekind zostają oczyszczeni z zarzutu upowszechniania treści o nieprzyzwoitym charakterze, jednak pozostała część nakładu książki Die Büchse der Pandora zostaje skonfiskowana. W tym samym roku na deskach berlińskiej sceny kameralnej odbywa się prapremiera dramatu pod tytułem Frühlings Erwachen i ta inscenizacja na dobre ugruntowuje wysoką pozycję artysty jako jednego z najczęściej w swojej epoce wystawianych dramaturgów. Wedekind poślubia aktorkę, Tilly Newes. Z tego związku pochodzą dwie córki pisarza.
W 1908 r. odbywają się prapremiery dwóch dalszych utworów scenicznych Wedekinda, pt. Musik (Muzyka) i Zensur (Cenzura), a w 1912 r. Teatr Niemiecki w Berlinie po raz pierwszy, w krótkich odstępach czasu, wystawia wszystkie przez cenzurę dopuszczone do prezentacji utwory sceniczne Wedekinda.
Utwory sceniczne Wedekinda były często wystawiane również na deskach teatrów śląskich, w tym m.in. na deskach teatrów Wrocławia i Opola. Wedekind z okazji kolejnych premier teatralnych niejednokrotnie przebywał we Wrocławiu. Drugim – oprócz wystawiania własnych utworów – powodem bywania na Śląsku była jego serdeczna przyjaźń z Gerhartem Hauptmannem, Ślązakiem z Ober Salzbrunn (dzisiejsze Szczawno-Zdrój), laureatem literackiej nagrody Nobla za rok 1912. Przyjaźń między nimi zakończyła się wówczas, gdy Hauptmann – pionier naturalizmu w literaturze niemieckiej – wykorzystał prawie dosłownie intymne zwierzenia na temat niesnasek w rodzinie przyjaciela w swoim dramacie Das Friedensfest. Eine Familienkatastrophe (Święto pokoju. Katastrofa rodzinna).
Pod względem ilościowym poezja Franka Wedekinda na pewno nie dorównuje jego spuściźnie dramatopisarskiej, niemniej jednak zdobył on sobie wielką i w pełni zasłużoną sławę wierszami, które jego współcześni uważali za drapieżne, prowokacyjne i wymierzone przeciwko moralności mieszczańskiej. Niewątpliwie najbardziej skandalizujący był jego poemat satyryczny Im heiligen Land. Równie obrazoburcze są niektóre inne utwory poetyckie Wedekinda, zwłaszcza te pochodzące z lat 1901–1905 i przeznaczone dla kabaretów literackich. Bardzo często były one wykonywane wraz z akompaniamentem muzycznym (np. przy wtórze gitary) w formie piosenek kabaretowych. Wg Bertolta Brechta, znawcy i gorącego wielbiciela twórczości Wedekinda, utwory poetyckie tego ostatniego, napisane dla potrzeb kabaretów, pozostają swego rodzaju wzorcem doskonałości i punktem odniesienia w dziedzinie niemieckiej piosenki literackiej.
Stosunkowo najmniej znana jest poezja liryczna Franka Wedekinda, zebrana przez samego autora w tomie zatytułowanym Vier Jahreszeiten (Cztery pory roku). Tom ten (podzielony na rozdziały Wiosna, Lato, Jesień i Zima) jeszcze za życia poety doczekał się kilku, stopniowo powiększających swoją objętość wydań o ciągle zmieniającym się układzie wierszy i w swojej ostatecznej wersji z 1912 r. obejmował już znacznie ponad sto utworów. Utwory te na samym początku budziły sporo kontrowersji, wyszły bowiem spod pióra artysty cieszącego się nie najlepszą sławą, karanego pobytem w twierdzy za brak respektu wobec panującego cesarza, a swoimi poglądami m.in. na sprawy płci i moralności budzącego istny popłoch wśród konserwatywnych warstw mieszczaństwa. Układ „Czterech pór roku” na pierwszy rzut oka sprawiał wrażenie niezamierzonego i poniekąd nieporadnego chaosu, a pomieszczone tam wiersze raziły nadmiarem treści erotycznych, jak również przesadną rozmaitością odniesień do nurtów obecnych od bardzo dawna w światowej poezji i w świadomości zbiorowej obecnych.
W Polsce twórczość poetycka, ani dramatopisarska Franka Wedekinda nie jest prawie nikomu – poza garścią specjalistów – szerzej znana. Polskimi tłumaczami Wedekinda są: Franciszek Mirandola (Franciszek Pik), Grzegorz Sinko oraz prof. Teresa Kowalska, której tłumaczenia niemieckiego pisarza ukazały się w postaci książkowej w 2004 r.
Utworem dramatycznym, najczęściej uprzystępnianym polskiej widowni, jest sztuka Frühlings Erwachen. Eine Kindertragödie (Przebudzenie wiosny. Tragedia dziecięca) w przekładzie Małgorzaty Bissinger. Wystawiały ją m.in. następujące polskie teatry: Teatr im. Juliusza Osterwy w Gorzowie Wielkopolskim (w reżyserii Piotra Sowińskiego; premiera 5 lutego 1977 r.), warszawski Teatr Współczesny (w reżyserii Krzysztofa Zaleskiego; premiera 3 czerwca 1978 r.), Teatr Komedia (w reżyserii Sylwestra Biragi; premiera 7 stycznia 1994 r.), wrocławski Teatr Polski (w reżyserii Pawła Miśkiewicza; premiera 5 lutego 1999 r.), warszawski Teatr Powszechny (w reżyserii Heleny Kaut-Howson), oraz Chorzowski Teatr Rozrywki (w reżyserii Łukasza Kosa).
Został pochowany na Cmentarzu Leśnym w Monachium.

## Twórczość
- Frühlings Erwachen, 1891
- Der Erdgeist, 1895
- Marquis von Keith, 1901
- König Nicolo, 1902
- Die Büchse der Pandora, 1904

Ostatnie wydania:
- Die vier Jahreszeiten (Insel Verlag, Frankfurt am Main und Leipzig, 2001; ISBN 3-458-34421-7)
- Gedichte und Lieder (Philipp Reclam jun. Verlag, Stuttgart, 2001; ISBN 3-15-008578-0)

Wydania polskie:
- Przebudzenie się wiosny. Tragedia dziecięca (przekład anonimowy, Drukarnia H. Oberfelda, Warszawa 1907)
- Duch ziemi. Puszka Pandory (przekład i posłowie Grzegorz Sinko; Wydawnictwo Literackie, Kraków 1981)
- Trost / Pocieszenie (tłum. Teresa Kowalska; Biblioteka Fundacji „Pallas Silesia” przy Uniwersytecie Śląskim, Katowice 2004; ISBN 83-920823-1-1)
- Lulu. Tragedia monstrum (tłum. Monika Muskała, Janusz Margański; Narodowy Stary Teatr, Kraków 2007)

## Opracowania
- Günter Seehaus: „Frank Wedekind”, Rowohlt Verlag 1973, ISBN 3-499-50213-5.
- Günter Seehaus: „Frank Wedekind in Selbstzeugnissen und Bilddokumenten dargestellt”, Rowohlt Verlag Reinbek 1981 (Neuauflage)
- Rolf Kieser: „Benjamin Franklin Wedekind: Biografie einer Jugend”, Verlag die Arche Zürich 1990, ISBN 3-7160-2113-X.
- Hartmut Vincon: „Frank Wedekinds Maggi-Zeit”, Häusser Verlag Darmstadt 1992, ISBN 3-927902-71-3.
- Georg Forcht: „Die Medialität des Theaters bei Frank Wedekind”, Centaurus Verlag 2005, ISBN 3-8255-0529-4.